# Jardim Floresta (Patos)
Jardim Floresta, também chamado de Conjunto do Português, é um bairro da parte leste da cidade de Patos, estado da Paraíba.
Apesar de ser pequeno, é o mais arborizado de Patos em termos proporcionais. Somente na via de acesso do bairro são 110 árvores plantadas, a maioria nim.
O bairro é margeado pela BR 230, a terceira maior rodovia do Brasil, com 4 223 km de comprimento, e concentra importantes empreendimentos, como o Atacadão (da multinacional Carrefour) e a Concessionária Via Leste.
Em leis municipais de denominação de ruas, a localidade é mencionada como um loteamento do bairro da Vitória. As ruas do bairro recebem nomes de árvores, como Avenida Juazeiro, Rua Maniçoba, Rua Mandacaru e Rua Umburana.